# MP35
Не путать с немецким MP34 — Австрийского пистолета-пулемёта.
MP.35 (нем. Maschinenpistole 35 — пистолет-пулемёт образца 1935 года) — немецкий пистолет-пулемёт, сконструированный Эмилем Бергманом на основе конструкции пистолет-пулемёта BMP-32 (Bergmann-Maschinen-Pistole 32) образца 1932 года.

## История
После продажи прав на производство MP.18 швейцарскому концерну SIG Эмиль Бергманн в 1932 году разработал новый вариант пистолета-пулемёта B.M.P.32, прототип которого был изготовлен датской фирмой Schultz&Larsen. В Дании оружие продолжалось производиться в исходном варианте B.M.P.32 в калибре 9x23 мм Largo.
В 1934 году на основе конструкции BMP-32 был создан более совершенный вариант BMP-34 (или MP.34/I), серийное производство которого велось на фабрике Carl Walther. Всего было изготовлено около 2000 шт. в калибрах 9x19 мм Luger, 9x23 мм Largo, 7,63x25 Mauser, .45 ACP, 9x25 мм Mauser Export. Основными потребителями MP.34/I были немецкая полиция и армия Боливии.
Пистолет-пулемёт выпускался с длинным (320 мм) или коротким (200 мм) стволом, снабжённым компенсатором. Ствол мог легко выниматься. Некоторые модели позволяли примкнуть штык. Секторный прицел имел разметку от 50 до 1000 м с шагом 50 м. Магазин ёмкостью 16, 24 и 32 патрона крепился с правой стороны оружия (как у SIG modell 1920).
В 1935 году был создан модифицированный вариант BMP-35 (или MP.35/I). С 1935 по 1940 год — произведено 5000 MP35. Он участвовал в гражданской войне в Испании, закупался Эфиопией, в 1939 году под индексом «m/39» был принят на вооружение Швеции.
Оценив хорошую надёжность и кучность оружия, Waffen SS поспособствовала передаче лицензии на производство MP.35/I компании Junker&Ruh A.G. Производство началось в конце 1940 года и продолжалось до 1945 года. Всего было выпущено около 40000 шт., в основном для нужд Waffen SS.

## Описание
Пистолеты-пулемёты Bergmann моделей 34 и 35 разработаны конструктором Эмилем Бергманном на основе старой технической документации MP.18, внешне они были похожи на образцы Шмайссера, но отличались от них не только правосторонним расположением магазина, но и целым рядом конструктивных особенностей.
Пистолет-пулемёт MP.35 использует систему со свободным затвором, стрельба ведётся с открытого затвора. Отличительная особенность оружия — рукоятка взведения затвора, она находится в заднем торце затворной коробки и повторяет взведение затвора винтовки Маузера. При ведении огня рукоятка затвора — неподвижна. Предохранитель находился на левой стороне затворной коробки. Режимы огня: одиночные выстрелы или автоматический огонь. Оружие имело мушку и секторный целик, размеченный от 100 до 500 метров. Частичное нажатие на спусковой крючок давало одиночный выстрел, а полное — автоматический огонь.

## На вооружении
- Дания — в 1932 году пистолет-пулемёт под патрон 9×23 мм был принят на вооружение датской армии под наименованием BMK 32, началось его серийное производство. Всего датской компанией «Shultz & Larsen» было выпущено около 2000 шт., после оккупации Дании в 1940 году оружие оказалось в распоряжении немецких оккупационных властей[7].
- Германия: официально приняты на вооружение вермахта[7][8], в 1939 году большинство было передано на вооружение войск СС, ещё некоторое количество — на вооружение немецкой полиции[9]
- Боливия: некоторое количество MP.35 было закуплено[7]
- Эфиопия: в 1936 году небольшая партия MP.35/I была закуплена в Германии, они применялись в ходе итало-абиссинской войны[7][8]
- Швеция: в 1939 году MP.35/I принят на вооружение армии под наименованием M/39[7]
- Израиль: некоторое количество было поставлено в 1947—1950 гг. Ограниченно использовался АОИ и полицией до 1972—1975 гг.
- Швейцария: состоял на вооружении до начала 1970 гг.
- Франция: использовался армией и Иностранным легионом до начала 1970 гг.